# Gameforge
Gameforge este o companie dezvoltatoare de jocuri video din Germania. A fost fondată în decembrie 2003 de către Klass Kersting și Alexander Roesner.